# Neophryxus globicaudatus
Neophryxus globicaudatus is een pissebed uit de familie Bopyridae. De wetenschappelijke naam van de soort is voor het eerst geldig gepubliceerd in 1973 door Bruce.